# Sozialrevolutionär
Als Sozialrevolutionär wird eine Person bezeichnet, die eine radikale Verbesserung der sozialen oder wirtschaftlichen Situation der benachteiligten Bevölkerungsschichten eines Landes, in der Regel durch Umverteilung des Reichtums, durchsetzt oder dafür öffentlich eintritt. Die Umverteilung kann im Verständnis mancher Theorien auch Gewalt nötig machen.

## Ideengeschichte
Der Begriff gelangte erst im 20. Jahrhundert in die politische Sprache, gründet aber bereits in den Bestrebungen des Tiberius Gracchus für eine Landreform im antiken Rom, in Figuren des Mittelalters wie den "edlen Räuber" Robin Hood, in den Bestrebungen zur Bauernbefreiung in Europa im 16. Jahrhundert (Bauernkrieg 1525) und in Befreiungsbewegungen der Indios in Mittel- und Südamerika. Sozialrevolutionäre Ansätze findet man z. B. in der Theologie Thomas Müntzers, also einer radikalen Richtung der Reformation.
Der Begriff der Sozialen Revolution wird erstmals in dem Titel eines Werkes von Antoine-François-Claude Ferrand 1794 gebraucht. Als Autor von Considérations sur la révolution sociale vertrat Ferrand bis zu seinem Tod royalistische Ziele.
In der Französischen Revolution entstanden sozialrevolutionäre Gruppen wie die Hébertisten, die Enragés und später die Anhänger Babeufs. In der Agitation Babeufs traten erstmals die Arbeiter als ausgebeutete Klasse in Erscheinung; hier ging der sozialrevolutionäre Ansatz in die Entstehung des Kommunismus über. Georg Büchner und Ludwig Weidig ("Der Hessische Landbote") sowie Hans Kudlich führten im frühen 19. Jahrhundert die Tradition der revolutionären Bauernbefreiung weiter. Die sog. "soziale Frage" des 19. Jahrhunderts, die Verarmung der Arbeiterschaft in der industriellen Revolution, bewirkte in Europa und den USA zahlreiche Bestrebungen der Sozialreform, die katholische Soziallehre und Sozialenzyklika, die Entstehung der Sozialdemokratie und des Marxismus, der im zaristischen Russland durch die Narodniki vorbereitet wurde. H. Lampert und J. Althammer ordnen in ihrem "Lehrbuch der Sozialpolitik" Karl Marx, Friedrich Engels und ihren Vorläufer Wilhelm Weitling als für Deutschland maßgebliche Sozialrevolutionäre des 19. Jahrhunderts ein.
In Lateinamerika blieb der ländlich-bäuerliche Aspekt der Sozialrevolutionäre bis in die 2. Hälfte des 20. Jahrhunderts erhalten. Das politische Spektrum der Sozialrevolutionäre reicht dort von marxistischen Proponenten wie Che Guevara und Sozialdemokraten wie "Lula" bis zur Theologie der Befreiung und Bischöfen wie Dom Hélder Câmara und Erwin Kräutler, der auch manche Landbesetzungen als Mittel zur Landreform unterstützt.
Theoretisches Hauptmerkmal der verschiedenen sozialrevolutionären Bestrebungen ist heutzutage eine grundlegende Ablehnung der kapitalistischen Gesellschaftsform (Privateigentum an Produktionsmitteln) mit ihrem Prinzip des Profitstrebens und der damit verbundenen Ausbeutung.